# Falcileptoneta inabensis
Espèce
Synonymes
- Leptoneta inabensis Nishikawa, 1982

Falcileptoneta inabensis est une espèce d'araignées aranéomorphes de la famille des Leptonetidae.

## Distribution
Cette espèce est endémique de Honshū au Japon. Elle se rencontre dans la préfecture de Toyama.

## Taxinomie
Cette espèce a été transférée du genre Leptoneta au genre Falcileptoneta par Platnick en 1989.

## Étymologie
Son nom d'espèce, composé de inab[a] et du suffixe latin -ensis, « qui vit dans, qui habite », lui a été donné en référence au lieu de sa découverte.

## Publication originale
- Nishikawa, 1982 : A new Leptoneta (Araneae, Leptonetidae) from a green tuff mine in Toyama Prefecture, central Japan. Journal of the Speleological Society of Japan, vol. 7, p. 83-87.